# 雙核亞界
雙核亞界是真菌界中包含了子囊菌門和擔子菌門的一個亞界，兩個門一般都有雙核體，可能為菌絲或单细胞生物，但都不具有鞭毛。雙核亞界大部份都是所謂的「高等真菌」，但亦包含了許多在舊文獻中被歸類為黴菌的無性世代物種。在系統發生學裡，這兩門經常被歸類在一起。

## 外部連結
- （英文）AFTOL classification at Dave Hibbett's site （页面存档备份，存于）